# Glušinja
Glušinja – wieś w Chorwacji, w żupanii zagrzebskiej, w gminie Žumberak. W 2011 roku liczyła 22 mieszkańców.